# Черковна (Тирговиштська область)
Черко́вна (болг. Черковна) — село в Тирговиштській області Болгарії. Входить до складу общини Тирговиште.

## Населення
За даними перепису населення 2011 року у селі проживали 632 особи, з них 628 осіб (99,8%) — турки.
Розподіл населення за віком у 2011 році:
Динаміка населення: